# Montenegro al Junior Eurovision Song Contest
Il Montenegro a seguito del referendum sull'indipendenza, partecipa alla manifestazione separatamente dalla Serbia. Ha partecipato 3 volte sin dal suo debutto nel 2014, ritirandosi poi nel 2016 e non partecipando fino al 2024. La rete che cura le varie partecipazioni è la RTCG.

## Partecipazioni
- Primo posto
- Secondo posto
- Terzo posto
- Ultimo posto

| Anno                                    | Artista                        | Canzone                  | Lingua                | Posizione | Posizione |
| Anno                                    | Artista                        | Canzone                  | Lingua                | Finale    | Punti     |
| --------------------------------------- | ------------------------------ | ------------------------ | --------------------- | --------- | --------- |
| 2014                                    | Maša Vujadinović & Lejla Vulić | Budi dijete na jedan dan | Montenegrino, inglese | 14º       | 24        |
| 2015                                    | Jana Mirković                  | Oluja                    | Montenegrino          | 13º       | 36        |
| Nessuna partecipazione dal 2016 al 2024 |                                |                          |                       |           |           |
| 2025                                    |                                |                          |                       |           |           |

## Storia delle votazioni
Al 2016, le votazioni del Montenegro sono state le seguenti: 
Punti dati
| Posizione | Stato    | Punti |
| --------- | -------- | ----- |
| 1         | Serbia   | 19    |
| 2         | Malta    | 16    |
| 3         | Bulgaria | 14    |
| 4         | Italia   | 13    |
| 5         | Ucraina  | 10    |

Punti ricevuti
| Posizione | Stato              | Punti |
| --------- | ------------------ | ----- |
| 1         | Serbia             | 12    |
| 2         | Malta              | 10    |
| 3         | Macedonia del Nord | 8     |
| 4         | Slovenia           | 5     |
| 5         | Albania            | 1     |